# Brawa
Brawa (BRAWA) är en tysk tillverkare av modelljärnvägar i skalorna 0, H0, TT, N och Z. 
Företaget grundades 1948 i Remshalden av Günter Braun och Katrin Braun.

## Bilder

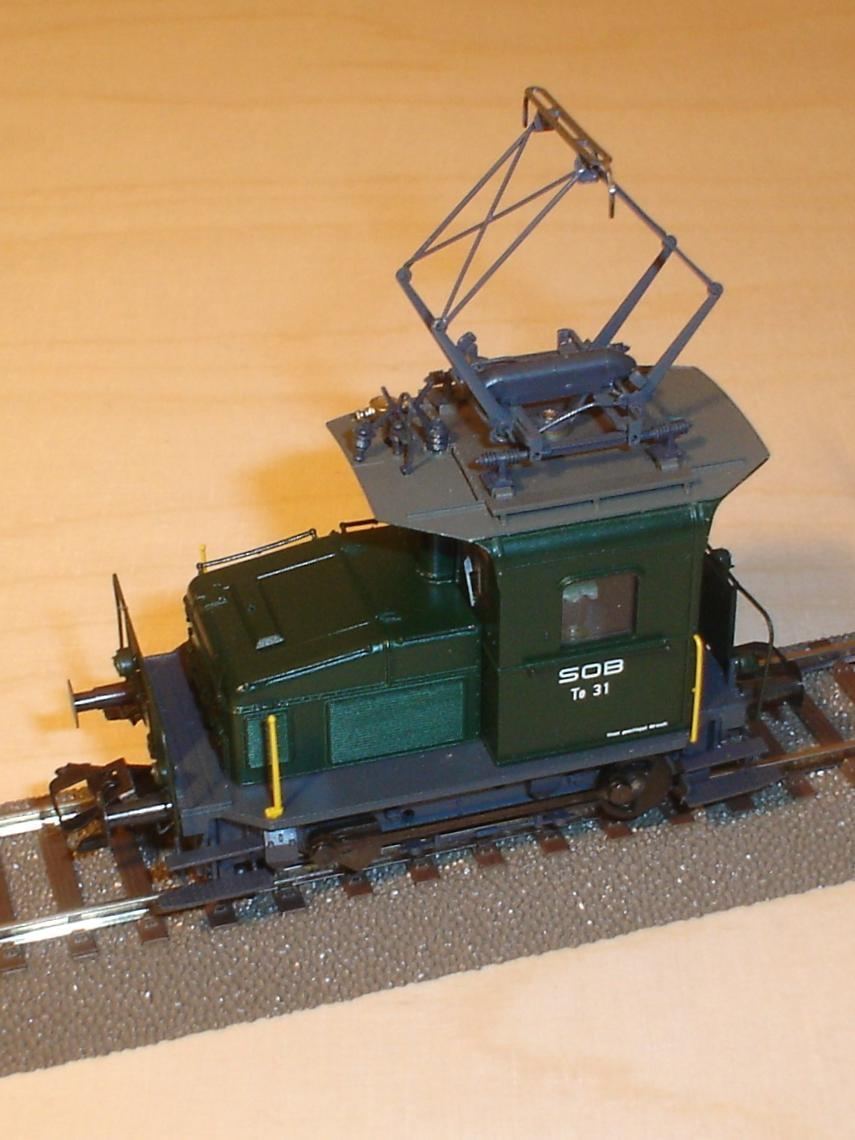
Rangiertraktor (SBB Te III, 1941, SOB)
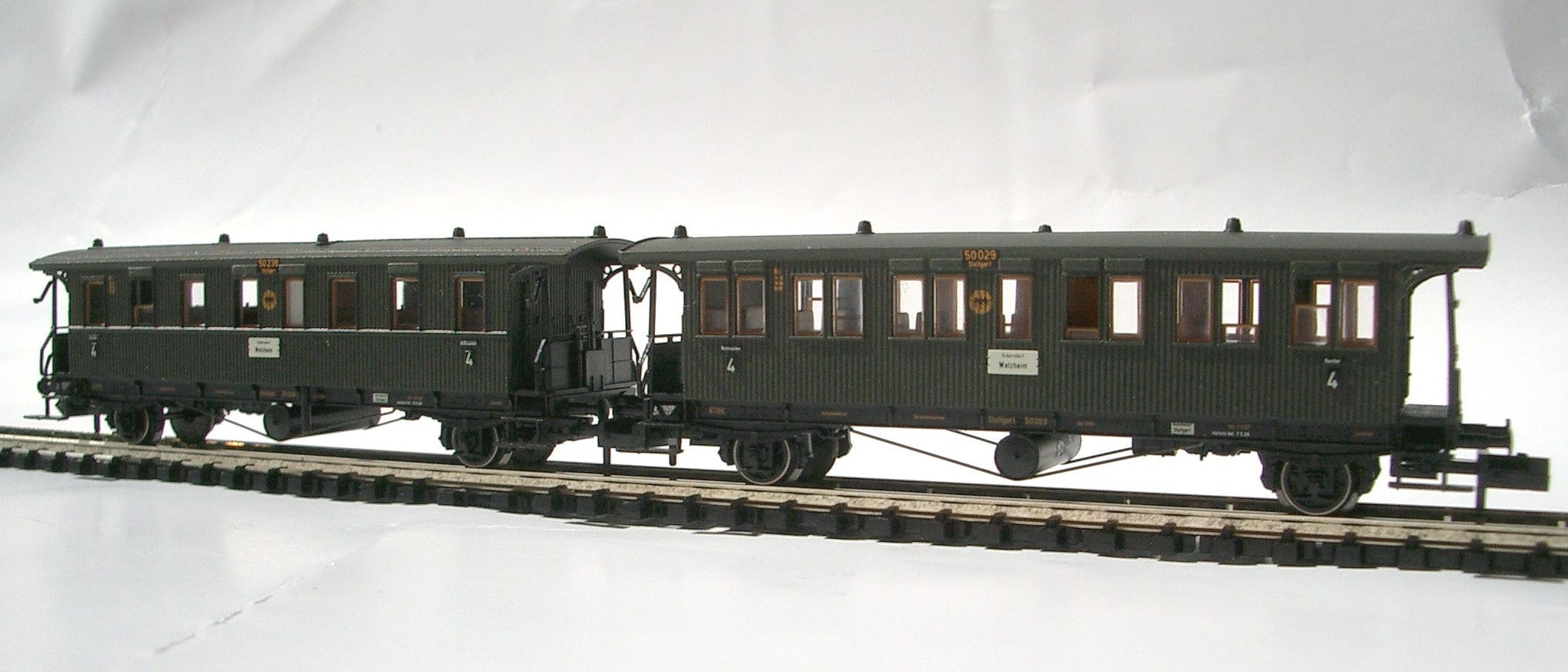
Di wü 98a och Di wü 08